# Anna Pursiainen
Anna Pursiainen (* 12. März 2003 in Espoo) ist eine finnische Leichtathletin, die sich auf den Sprint spezialisiert hat.

## Sportliche Laufbahn
Erste internationale Erfahrungen sammelte Anna Pursiainen beim Europäischen Olympischen Jugendfestival (EYOF) 2019 in Baku, bei dem sie mit 24,84 s in der ersten Runde im 200-Meter-Lauf ausschied und mit der finnischen Sprintstaffel (1000 Meter) in 2:12,43 min den Finaleinzug verpasste. 2021 schied sie bei den U20-Europameisterschaften in Tallinn mit 11,89 s im Vorlauf über 100 Meter aus und verpasste mit der 4-mal-100-Meter-Staffel mit 45,65 s den Finaleinzug. Anschließend schied sie bei den U20-Weltmeisterschaften in Nairobi mit 11,90 s im Halbfinale im 100-Meter-Lauf aus und kam mit der Staffel in der Vorrunde nicht ins Ziel. Im Jahr darauf schied sie bei den U20-Weltmeisterschaften in Cali mit 11,69 s und 24,02 s jeweils im Halbfinale über 100 und 200 Meter aus und wurde mit der Staffel im Vorlauf disqualifiziert. Anschließend startete sie mit der Staffel bei den Europameisterschaften in München, kam dort aber mit 44,73 s nicht über die Vorrunde hinaus. 2023 schied sie bei den Halleneuropameisterschaften in Istanbul mit 7,52 s in der ersten Runde im 60-Meter-Lauf aus und im Juni wurde sie bei der 1. Liga der Team-Europameisterschaft im Zuge der Europaspiele in Chorzów mit der Staffel disqualifiziert. Anschließend kam sie bei den U23-Europameisterschaften in Espoo mit 11,91 s und 23,87 s jeweils nicht über den Vorlauf über 100 und 200 Meter hinaus und wurde mit der Staffel im Finale disqualifiziert. Im Jahr darauf schied sie mit der Staffel bei den Europameisterschaften in Rom mit 43,68 s im Vorlauf aus.
2025 wurde sie bei der 1. Liga der Team-Europameisterschaft in Madrid in 44,48 s Sechste im B-Lauf über 4-mal 100 Meter und anschließend schied sie bei den U23-Europameisterschaften in Bergen mit 11,85 s in der ersten Runde über 100 Meter aus und kam mit der Staffel im Vorlauf nicht ins Ziel.
In den Jahren 2023 und wurde Pursiainen finnische Meisterin im 100-Meter-Lauf sowie 2023 Hallenmeisterin über 60 Meter.

## Persönliche Bestleistungen
- 100 Meter: 11,46 s (+1,4 m/s), 26. August 2023 in Tampere
  - 60 Meter (Halle): 7,39 s, 28. Januar 2023 in Helsinki
- 200 Meter: 23,77 s (+0,6 m/s), 30. Juli 2023 in Lahti
  - 200 Meter (Halle): 24,02 s, 19. Februar 2023 in Helsinki